# Sawentar
Sawentar is een bestuurslaag in het regentschap Blitar van de provincie Oost-Java, Indonesië. Sawentar telt 12.075 inwoners (volkstelling 2010).